# Sant Ildefons (métro de Barcelone)
Sant Ildefons est une station de la ligne 5 du métro de Barcelone.

## Situation sur le réseau
La station se trouve sous l'avenue de la République argentine (Avinguda de la República Argentina), sur le territoire de la commune de Cornellà de Llobregat.

## Histoire
La station ouvre au public en 1976, avec la mise en service d'un prolongement de la ligne V et sous le nom de San Ildefonso. C'est la première station du métro barcelonais à desservir Cornellà. Elle prend son nom actuel en 1982, alors que les chiffres arabes remplacent les chiffres romains dans la numérotation des lignes.